# La visita del bisbe
La visita del bisbe és una de les obres pictòriques icòniques de l'artista José Gutiérrez Solana, que reprodueix una reunió on es troben totes les elits típiques d'un municipi de principis del segle xx, amb motiu de la visita d'un alt membre de l'Església.
L'obra conté tots els elements que caracteritzaven les creacions culturals de Solana, inspirant-se en el realisme social, les atmosferes obscures, i la representació de l'Espanya tradicional i obscura.
La pintura mostra a l'espectador una escena on es veuen representades les figures amb poder que controlaven la societat espanyola del segle xix, i principis del XX, a l'àmbit més local.

Tal com se pot veure a les seues altres obres El retorn de l'indià (1924) o Reunió a casa de l'apotecari (1934), Gutiérrez torna a disposar als personatges en un semicercle obert, de cara a l'espectador.
La figura central és la del bisbe el qual projecta una mirada seriosa que denota el poder al que representa, figura central que sobreix per la resta de personatges si ens fixem en l'alçada dels caps, i que és motiu de la reunió. Un dels altres personatges que dirigeix la seua mirada cap a al front, exactament cap a l'espectador, és l'home de la dreta, que representa a un cacic territorial, ficant una mirada desconfiada. Al costat d'ell i del bisbe es troba la que ben bé seria la dona del cacic, portant una mena de mantellina amb ocasió de la importància de tal esdeveniment. Per altra banda, la dona de l'esquerra, amb una mirada perduda però de les més alegres de tots els personatges, representaria a una aristòcrata local de l'època, les quals es dedicaven a representar els rics locals, i també gestionaven activitats com la recaptació del domund.
Les tonalitats de colors obscurs predominen, així com també el traç gruixut de les siluetes, elements que ens poden fer recordar el tenebrisme barroc d'algunes pintures de Francisco de Goya. La il·luminació actua projectant-se des de dalt dels personatges, reproduint l'efecte d'una antiga làmpada elèctrica.